# 9718 Gerbefremov
9718 Gerbefremov è un asteroide della fascia principale. Scoperto nel 1976, presenta un'orbita caratterizzata da un semiasse maggiore pari a 2,3652819 UA e da un'eccentricità di 0,1475312, inclinata di 5,92595° rispetto all'eclittica.